# Responsa (judaïsme)
Pour la notion juridique, voir Responsa.
Les responsa (en hébreu : שאלות ותשובות, cheelot ou-techouvot, « questions et réponses », parfois abrégé שו"ת) sont les réponses des rabbins aux questions qui leur étaient posées. Ils servent de base à l'élaboration de codes halakhiques.
Les premiers responsa semblent avoir été rendus à l’époque du second Temple et intégrés aux Talmuds. Ils se développent ensuite considérablement à la période des gueonim, constituant l’une des activités majeures des académies de Babylone comme de Galilée. Le déclin de celles-ci au profit d’académies périphériques ou locales donne lieu à la période des Rishonim, au cours de laquelle les questions ne portent plus seulement sur des points de loi mais sur des versets, des portions talmudiques non-légalistiques voire des points de philosophie ou d’exégèse. Cette période prend fin avec l’expulsion des Juifs d’Espagne et d’autres persécutions anti-juives qui voient le retour aux questions légales d’autant que le Choulhan Aroukh fait désormais figure d’autorité qui ne peut plus être contestée à moins de s’appuyer sur une opinion antérieure. L’éclatement du judaïsme rabbinique en plusieurs courants dont l’orthodoxie ne représente plus qu’un pôle s’accompagne d’une nouvelle diversification des questions et l’établissement de Juifs en terre d’Israël réactualise des points de loi demeurés théoriques voire oubliés comme l’agriculture ou l’horticulture dans la terre promise.